# Erstes Konzil von Nicäa

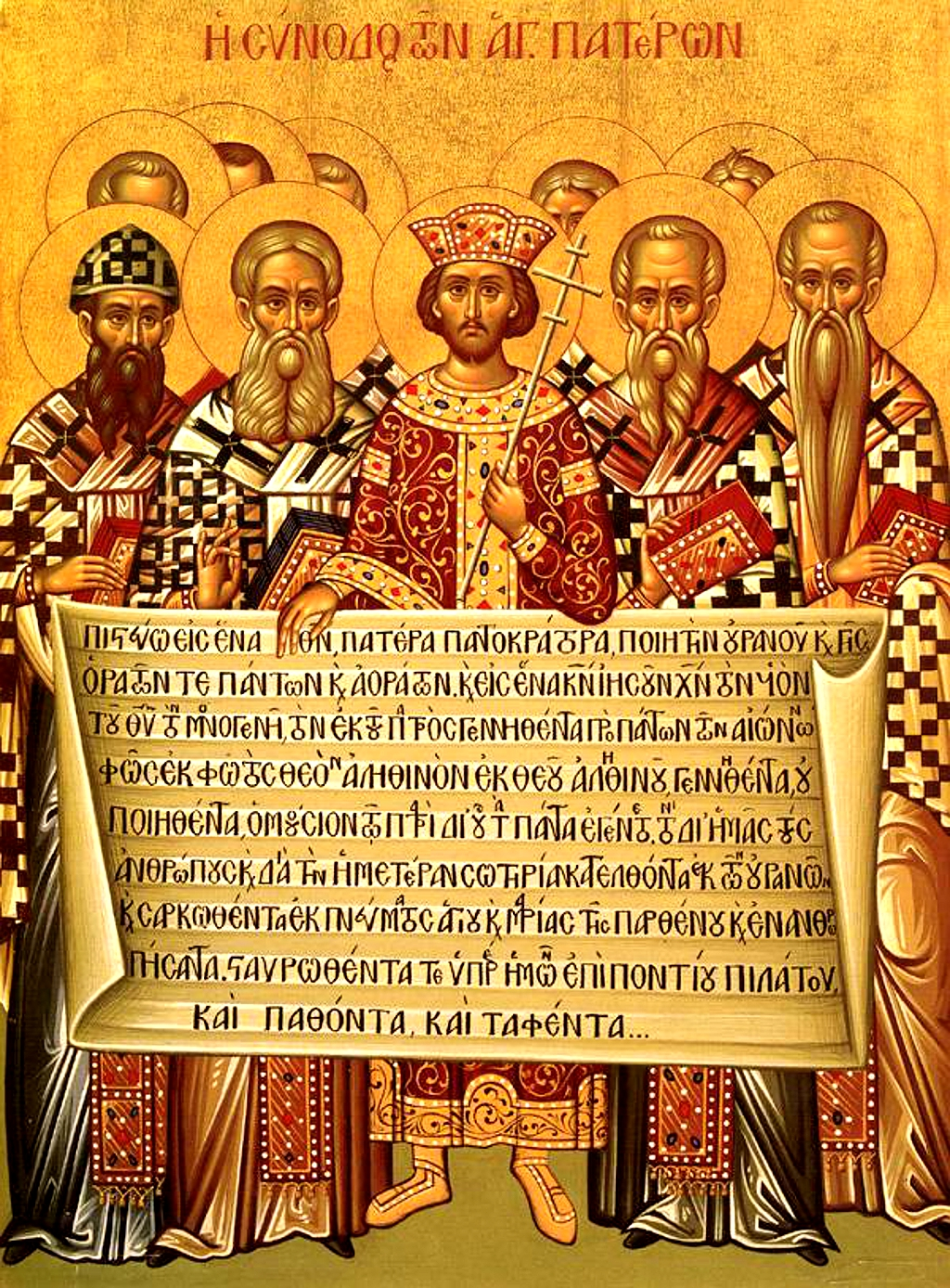
Erstes Konzil von Nicäa (325): Kaiser Konstantin entrollt den Text des Nicäno-Konstantinopolitanum, wie es auf dem ersten Konzil von Konstantinopel (381) umformuliert wurde, mit Ausnahme des ersten Wortes, von πιστεύομεν (‚wir glauben‘) zu πιστεύω (‚ich glaube‘) geändert, wie in der Liturgie.

Das Erste Konzil von Nicäa (lat. Concilium Nicaenum) wurde von Konstantin I. im Jahre 325 n. Chr. in Nicäa (heute İznik, Türkei) bei Byzantion (heute Istanbul) einberufen. Zentraler Streitpunkt war die christologische Frage nach der Natur von Jesus und seiner Stellung gegenüber Gott dem Vater und dem Heiligen Geist. Im Herbst 324 hatte Konstantin die Alleinherrschaft erlangt; ein Grund für die Einberufung des Konzils könnte der Wunsch gewesen sein, die neu gewonnene Reichseinheit auch durch ein kirchliches Konzil für das gesamte Römische Reich mit Konstantins Namen und seiner Herrschaft zu verbinden. Daneben galt es, verschiedene Probleme wie die Regelung des Osterdatums zu lösen, aber auch den in Alexandria ausgebrochenen Streit um den Arianismus, immer mit dem Ziel, die Kircheneinheit herzustellen. Etwas mehr als 200, womöglich auch mehr als 300 Bischöfe und andere Kleriker kamen nach Nicäa, fast alle aus dem Osten des Reiches. Anhand der Unterschriftenliste für die in Nicäa verabschiedeten Kanones sind zumindest etwas mehr als 200 Bischöfe namentlich nachweisbar. Das Konzil endete mit dem (vorläufigen) Sieg der Gegner des Arianismus bzw. verschiedener Formen von origenistischer Hypostasen-Theologie und mit dem nicänischen Glaubensbekenntnis, das die Göttlichkeit von Jesus und die Wesenseinheit von Gott dem Vater, Jesus dem Sohn und dem Heiligen Geist (Trinität) bekräftigte. Das Bekenntnis wurde von den allermeisten Bischöfen des Konzils zumindest formal anerkannt, doch eine ganze Anzahl der östlichen Bischöfe hatte das Bekenntnis während der Beratungsphase abgelehnt. Doch soll Kaiser Konstantin die Diskussionen mit der expliziten Feststellung beendet haben, dass „der Sohn eines Wesens mit dem Vater“ sei, so dass nahezu alle Bischöfe, die anderer Meinung gewesen waren, nachgegeben hätten.
Die Kanones des Konzils sind die ersten Lehrentscheidungen der christlichen Gesamtkirche, die u. a. durch die überlieferten, gemeinsamen Unterschriften der Bischöfe und Kleriker bedeutend geworden waren; besonders aber durch den offiziellen Status des nicänischen Konzils unter der Autorität von Kaiser Konstantin I, welcher die Kanones und Beschlüsse des nicänischen Konzils bestätigte, die damit Gesetzeskraft für die römische Reichskirche erlangten. Die vorhergehenden Synoden und Konzilien waren regional von Kirchenvertretern selbst organisiert worden ohne entsprechende Möglichkeiten einer Allgemeinverbindlichkeit bzw. Gesetzeskraft der Beschlüsse und deren Durchsetzungsfähigkeit.
In der Kirchengeschichte wird das Konzil von Nicäa als das erste ökumenische Konzil gezählt, obgleich die übergroße Mehrheit der Bischöfe und Kleriker aus dem östlichen Teil des Römischen Reiches stammte und nur eine Handvoll kirchlicher Würdenträger aus dem westlichen Teil angereist war. Ungeachtet dieses Umstandes wird das nicänische Konzil als einer der wesentlichen Bezugspunkte der Kirchengeschichte angesehen, so dass die Geschichte der Alten Kirche oft in vor-nicänische und nach-nicänische Theologie eingeteilt wird. Die kirchenhistorische Bedeutung des Konzils kristallisierte sich jedoch erst im Verlauf des vierten Jahrhunderts heraus, und die Beschlüsse des Konzils wurden nach dem Tod Konstantins 337 vielfach in Frage gestellt, bevor sie 381 durch das erste Konzil von Konstantinopel bestätigt wurden.
Der Gedenktag für das Erste Konzil von Nicäa ist in der röm.-katholischen Kirche der 20. Mai, in der Lutherischen Kirche – Missouri-Synode der 12. Juni. In der orthodoxen Kirche wird er am sechsten Sonntag nach Ostern begangen.

## Zeitumstände
Mit der vom (west-)römischen Kaiser Konstantin I. nach der entscheidenden Schlacht gegen den oströmischen Kaiser Licinius im September 324 erreichten Alleinherrschaft, nun auch über die östlichsten Reichsgebiete, wurde die dogmatische Einheit der seit der Konstantinischen Wende sich entwickelnden, im ganzen Römischen Reich staatlich gestützten und anerkannten christlichen Reichskirche notwendigerweise immer wichtiger. Verschiedene Fragen und Probleme, besonders in den ab September 324 von Konstantin I. nun ebenfalls beherrschten östlichen Teilen des Römischen Reiches wie Ägypten mit Alexandria, erschwerten diese Einheit. Da die bedeutenden Differenzen von den Bischöfen und sonstigen kirchlichen Würdenträgern nicht allein gelöst werden konnten, drängte Kaiser Konstantin I. auf eine einheitliche Regelung der verschiedenen Streitpunkte, eine der Aufgaben des ersten nicänischen Konzils. Weiterhin sollte in Nicäa wahrscheinlich auch die von Konstantin I. neu errungene, umfassende kaiserliche Alleinherrschaft über das ganze Römische Reich nach dem von ihm auch religiös gedeuteten Sieg über Licinius mit einer kirchlichen Einheitssynode unter Konstantins Schirmherrschaft und Regie besiegelt werden. Zumal Nicäa wie auch der ursprünglich geplante Konzils-Veranstaltungsort Ankyra zu jenen östlichen Reichsgebieten gehörten, über die Konstantin der Große ab September 324 ebenfalls herrschte. Er griff auch mit Kompromissformeln aktiv in den Konzilverlauf ein, und aus seiner Sicht war die Sicherung des Religionsfriedens eine wesentliche kaiserliche Aufgabe mit politischen Implikationen (siehe auch Pax romana).
Im 20. Jahrhundert wurden die Akten eines lokalen Konzils entdeckt, das ein halbes Jahr vor dem Konzil von Nicäa in Antiochia (heute Antakya/Türkei) stattgefunden hat. Dieses Konzil wird von einigen Forschern (J.N.D. Kelly, Eduard Schwartz) als wesentlicher Vorläufer von Nicäa angesehen. Teilnehmer waren 59 Bischöfe aus Palaestina, Arabien, Phönizien und Kappadokien. Die Leitung hatte Ossius von Córdoba, der auch in Nicäa eine führende Rolle spielte. Der Anlass für das Konzil war die Wahl eines neuen Bischofs von Antiochia, aber daneben wurde eine deutliche Stellungnahme zum Arianismus und ein ausführliches anti-arianisches Glaubensbekenntnis verfasst, das jedoch keine literarische Verwandtschaft zum nicäischen Glaubensbekenntnis aufweist. Wissenschaftlich umstritten ist die These, dass Eusebius von Caesarea und andere Bischöfe provisorisch exkommuniziert worden sein sollen – mit der Chance, ihre Meinung vor der „großen und heiligen Synode“ von Ancyra (die dann in Nicäa stattfand) zu ändern –, weil sie sich geweigert hätten, dieses Bekenntnis zu unterzeichnen.

## Das Konzil

### Ort und Zeit
Das Konzil fand in Nicäa, dem heutigen İznik statt, damals die zweitgrößte Stadt von Bithynien und nur etwa 30 km vom damaligen Kaisersitz Nikomedia entfernt, einem Ort, der zu Land und zu See gut erreichbar war. Die Lokalitäten gehörten vermutlich zum kaiserlichen Palast.
Die Eröffnungssitzung fand am 20. oder 25. Mai 325, womöglich auch erst im Juni statt, und das Konzil endete Ende Juli desselben Jahres mit einem Bankett zur Feier des 20. Jahrestags der Thronbesteigung von Kaiser Konstantin.

### Die Teilnehmer
Kaiser Konstantin hatte alle 1800 Bischöfe der damaligen christlichen Kirche (etwa 1000 im griechischen und 800 im lateinischen Sprachraum) brieflich zur Teilnahme aufgefordert und trug die Reisespesen der 200–300 Bischöfe und Kleriker, die die Einladung annahmen. Die ab den 60er Jahren des vierten Jahrhunderts kanonisch gewordene, tradierte Teilnehmerzahl von 318 Bischöfen, erstmals 359/360 durch Hilarius von Poitiers genannt, geht auf die 318 Knechte oder Männer Abrahams zurück (Gen 14,14 ).
Da jeder Bischof zwei Presbyter und drei Diakone mitbringen konnte, dürften bis zu zweitausend Personen am Konzil teilgenommen haben. Die meisten östlichen Provinzen des Reichs waren gut vertreten. Von den lateinischen, ‚weströmischen‘ Kirchen kamen jedoch nur sieben: Ossius von Córdoba, Nicasius von Dijon, Caecilian von Karthago, Domnus von Strido, Markus von Kalabrien und die beiden Presbyter Victor (oder Vitus) und Vicentius als Abgeordnete des Bischofs von Rom Silvester I.
Unter den Bischöfen waren einige, z. B. Paphnutius von Theben, Potamon von Heraklea und Paul von Neo-Caesarea, sichtbar durch die erst 15 Jahre zurückliegende Christenverfolgung verstümmelt. Bemerkenswert sind Jakobus von Nisibis, der als Einsiedler, oder Spyridion von Tremithontos, der auch als Bischof noch als Schafhirte gelebt hatte. Daneben waren auch Nikolaus von Myra, ein persischer Bischof Johannes und ein gotischer Bischof Theophilus anwesend, also Bischöfe von Gebieten außerhalb des Römischen Reiches.
Auf Befehl des Kaisers nahm auch der alexandrinische Presbyter Arius teil.
Beim Kaiser dürften Ossius von Córdoba und Eusebius von Nikomedia am meisten Einfluss gehabt haben.
Die Teilnehmer hatten bezüglich der Frage der Trinitätslehre im Wesentlichen drei Positionen:
- Die wenigen Arianer um den Presbyter Arius aus Alexandria und dessen Arianismus.
- Die Homoousianer (von homo-ousios, wesensgleich) hielten an der vollkommenen Göttlichkeit Christi fest. An der Spitze standen die Patriarchen Alexander von Alexandria, Eustathius von Antiochia und Makarius von Jerusalem, dazu Ossius von Córdoba, der Hofbischof, und insbesondere der junge Erzdiakon Athanasius von Alexandria, der zwar weder Sitz noch Stimme hatte, aber sich bezüglich Beharrlichkeit, Argumentation und Eifer auszeichnete.
- Die große Mehrheit gehörte auf die eine oder andere Art zur so genannten ‚origenistischen Mittelgruppe‘, die sich erst weit nach dem Tod von Origenes aus einer bestimmten Interpretation von dessen Theologie entwickelt hatte. Zu dieser Mittelgruppe zählten auch Eusebius von Nikomedia und Eusebius von Cäsarea.[9] Aus dieser Richtung entstanden nach 357 zwei einzelne Strömungen, die so genannten ‚Homöer‘ und die ‚Homöusianer‘ (beide Parteien gebrauchten Argumente, die sie von Origenes herleiteten).[10] Viele Vertreter dieser Mittelgruppe opponierten gegen die Verurteilung des Arius und gegen die aus ihrer Sicht fragwürdige Theologie, wie sie der Hauptgegner von Arius, Alexander von Alexandria, sehr offensiv vertrat. Ab den ausgehenden 360er Jahren wandte sich die Mehrheit der ‚origenistischen Mittelgruppe‘ entschieden gegen die so genannte neu-arianischen Trinitätslehre um Aëtios von Antiochia und Eunomius, den so genannten Heterousianern.[11]

### Verlauf
Der Verlauf selber ist konkret im Detail nicht überliefert worden; es gibt verschiedene summarische Darstellungen zu einzelnen Punkten, beispielsweise bei Eustathius, die sich teils widersprechen.
Eusebius von Cäsarea hat in seiner Vita Constantini, einer Art Biographie Konstantins I., über die Eröffnung und die Ergebnisse des Konzil kurz referiert. Er schreibt, zu Beginn hätten viele Bischöfe Eingaben über private Streitigkeiten vor den Kaiser gebracht, welcher abschließend die Teilnehmer zu Versöhnung und Harmonie ermahnte. Spätere legendäre Ausschmückungen ließen den Kaiser sogar alle schriftlichen Eingaben ungelesen verbrennen. 
Zuerst schlugen die Arianer ein Bekenntnis vor, das jedoch unter Tumulten von den Anwesenden zerrissen wurde, worauf sechzehn der achtzehn Unterzeichner die Seite wechselten.
Arius argumentierte aus der Position einer absolut monotheistischen Theologie, die keinerlei Verletzung der Einheit und Einzigkeit Gottes zulassen dürfe. Folgerichtig sprach er der Person Jesu Christi die Gottheit ab und wies ihr nur die Rolle des vornehmsten aller Geschöpfe zu. In seinen philosophischen Argumenten ging er von platonischen und neuplatonischen Prämissen aus.
Die Gegner des Arius auf Seite von Athanasius hingegen argumentierten mit dem Begriff homoousios, eines Wesens (Wesensgleichheit). Die Homoousianer argumentierten, dass der Arianismus die christliche Gotteslehre nicht durch Monotheismus, sondern durch einen Polytheismus ersetze, da Gott und Jesus Christus für die Arianer völlig verschiedene Wesen sind, die beide verehrt werden. Daneben würden dadurch liturgische Traditionen wie die Taufe im Namen des Vaters, des Sohnes und des Heiligen Geistes oder Gebete zu Jesus Christus unsinnig. Außerdem, vielleicht am wichtigsten, sei beim Arianismus das christliche Konzept der Erlösung in Christus nicht denkbar, da nur ein wirklich göttlicher Mittler eine Versöhnung der Schöpfung mit Gott zustande bringen könne – für ein Geschöpf sei das nicht möglich.
Dann schlug Eusebius von Caesarea, der Arius nach seiner Verbannung von Alexandria bei sich aufgenommen hatte, ein altes palästinisches Bekenntnis vor, das die Göttlichkeit Christi in allgemeinen biblischen Ausdrücken bestätigte. Gemäß neueren Erkenntnissen aufgrund des Konzils von Antiochia dürfte das jedoch kein Vorschlag eines Bekenntnisses für die Versammlung gewesen sein, sondern eine Rechtfertigung seiner Rechtgläubigkeit vor dem Konzil aufgrund seiner Exkommunikation (was Eusebius verständlicherweise in einem Brief an seine Gemeinde nicht besonders betont).
Eusebius bemerkt, sein vorgelegtes Credo sei von Kaiser Konstantin als orthodox betrachtet worden, doch der von Eusebius anschließend erweckte Eindruck, das von ihm vorgelegte Credo hätte mit einer kleinen Änderung das Bekenntnis von Nicäa werden sollen, wäre aber von einer Konzils-Kommission mit einem ganz anderen Text versehen und so verabschiedet worden, trifft nicht zu.
Da einerseits die wenigen Vertreter der arianischen Christologie für jeden biblischen Ausdruck, den die sehr vehemente, aber kaum stärker vertretene anti-arianische bzw. anti-origenistische Fraktion vorschlug, eine ihnen gemäße Interpretation fand und auf der anderen Seite die gegnerische Fraktion nicht bereit war, die Entscheidung durch ein doppeldeutiges Bekenntnis weiter offenzulassen, stimmte der Kaiser ausdrücklich für den von Arius zurückgewiesenen Ausdruck „wesenseins“ (griechisch ὁμοούσιος homoousios, lateinisch consubstantialis (von gleicher Substanz)), und ordnete an, das Bekenntnis entsprechend zu überarbeiten. Eusebius schreibt, der Kaiser persönlich habe diesen Ausdruck so ausgelegt, dass er möglichst breit akzeptiert werden konnte: „Er erklärte, dass ὁμοούσιος nicht im Sinn von körperlichen Beziehungen verstanden werden dürfte, (?) da eine immaterielle geistige und nichtkörperliche Natur nicht körperlichen Beziehungen unterworfen sein könne. Diese Dinge müssten verstanden werden als geistliche und unaussprechliche Bedeutung.“
Da verschiedene sehr ähnlich lautende östliche Bekenntnisse existieren, kann nicht entschieden werden, welches davon die Grundlage für das neu erarbeitete Bekenntnis war. Die überarbeitende Gruppe unter Ossius von Córdoba begnügte sich nicht mit dem Ausdruck der Gotteinigkeit des Sohnes mit dem Vater, sondern fügte weitgehend alle Formeln ein, gegen die sich die Arianer, doch auch vielfach die Vertreter der origenistischen Mittelgruppe in den letzten Jahren gestellt hatten. Zu den Formeln gehörten: „gezeugt aus dem Wesen des Vaters“, „gezeugt und ungeschaffen“ und „wesenseins mit dem Vater“. Das Konzil betonte, dass der Sohn Person der Dreieinigkeit sei und nicht Teil der Schöpfung. Dazu kam ein Zusatz, der die arianische Häresie ausdrücklich verurteilt.

### Konzilsentscheidungen

#### Bekenntnis von Nicäa
Praktisch alle Bischöfe unterschrieben das von Ossius vorgeschlagene nicäische Glaubensbekenntnis, zuerst Ossius und nach ihm die beiden römischen Presbyter im Namen ihres Bischofs. Auch Eusebius von Caesarea unterzeichnete nach einem Tag Bedenkzeit und verteidigte seine Unterschrift in einem Brief an sein Bistum. Eusebius von Nikomedia und Theognis von Nicäa unterschrieben das Bekenntnis, jedoch nicht den Anhang am Schluss des Bekenntnis-Textes, die Anathematismen (Verurteilungen) arianischer Kernpositionen, wurden dafür abgesetzt und für eine Zeit verbannt, dann jedoch etwa 327 wieder rehabilitiert. Nur Arius und zwei seiner Anhänger, die ebenfalls aus Ägypten stammenden Bischöfe, Theonas und Secundus, weigerten sich konsequent, das Bekenntnis zu unterschreiben und wurden nach Illyrien verbannt, doch ebenfalls wie Eusebius von Nikomedien etwa 327 rehabilitiert.

#### Kanones des Konzils
Neben dem Hauptthema des Arianismus entschied das Konzil über weitere Fragen, die in der damaligen Kirche diskutiert wurden. Diese sind in den Kanones des Konzils aufgeführt:
- Kanon 1: Eunuchen können – außer wenn sie sich selbst kastriert haben – Priester werden. Hingegen kann niemand, der sich selbst kastriert hat, Kleriker werden oder bleiben.
- Kanon 2: Leute, die nach kurzem Katechumenat entgegen 1 Tim 3,6–7 EU gleichzeitig mit der Taufe zum Priester oder Bischof geweiht wurden, können ihren Status behalten, aber in Zukunft soll das nicht mehr vorkommen. Wenn ein so geweihter Geistlicher von zwei oder drei Zeugen einer Sünde überführt wird, soll er aus dem Klerus entfernt werden.
- Kanon 3: Das Konzil verbietet absolut, dass Bischöfe, Priester und Diakone mit einer Frau (als Syneisakte) zusammenleben, ausgenommen ihre Mutter, Schwester oder Tante oder eine andere über jeden Verdacht erhabene Frau.
- Kanon 4: Ein Bischof soll von allen Bischöfen der Provinz geweiht werden. Wenn dies nicht praktikabel ist, sollen mindestens drei Bischöfe die Ordination vornehmen, nachdem die übrigen schriftlich ihr Einverständnis gegeben haben. In jedem Fall steht dem Metropolitan das Recht zu, das Vorgehen zu bestätigen.
- Kanon 5: Die Exkommunikation eines Priesters oder Laien muss durch die Bischöfe aller Provinzen respektiert werden. Es soll jedoch eine Untersuchung durch die übrigen Bischöfe der Provinz geben, um sicherzustellen, dass niemand aus persönlichen Gründen von einem Bischof exkommuniziert wurde. Um diese Untersuchungen geordnet durchzuführen, sollen die Bischöfe jeder Provinz zweimal jährlich zu einer Synode zusammentreten.
- Kanon 6: Die althergebrachte Autorität der Bischöfe von Alexandria, Antiochia und Rom über ihre Provinzen wird bestätigt. Eine Bischofswahl ohne Zustimmung des Metropolitans ist ungültig. Wenn es jedoch unter den wählenden Bischöfen zwei oder drei Gegenstimmen gibt, entscheidet die Mehrheit.
- Kanon 7: Der Bischof von Aelia (Jerusalem) soll nach altem Brauch geehrt werden, ohne jedoch die Rechte des Metropolitans einzuschränken.
- Kanon 8: Geistliche der Novatianer, die öffentlich in die Kirche eintreten, dürfen ihren geistlichen Rang behalten, wenn sie sich schriftlich dazu verpflichten, die Dekrete der Kirche zu akzeptieren und zu befolgen. Sie sind jedoch im Rang allfälligen örtlichen Geistlichen der Kirche untergeordnet.
- Kanon 9: Wenn Leute ohne Prüfung zum Priester geweiht wurden und nachträglich eine Sünde bekennen, die sie dafür disqualifiziert, ist die Priesterweihe ungültig.
- Kanon 10: Wenn entdeckt wird, dass ein Priester seinerzeit unter der Verfolgung abgefallen ist und nachträglich zum Priester geweiht wurde, ist die Priesterweihe ungültig.
- Kanon 11: Wenn Leute ohne Gefahr vom Glauben abgefallen sind, sollen sie milde behandelt werden, obwohl sie keine solche Milde verdienen: Sie sollen nach einer Buße von zwölf Jahren wieder zur Kommunion zugelassen werden.
- Kanon 12: Wenn Christen, die erst auf den Militärdienst verzichtet haben, zur Armee zurückgekehrt sind, sollen sie nach dreizehn Jahren Buße wieder zur Kommunion zugelassen werden. Diese Bußzeit kann jedoch im Fall von echter Reue durch den Bischof verkürzt werden.
- Kanon 13: Einem Sterbenden darf die Eucharistie gegeben werden, wenn er danach verlangt, auch wenn er nicht zur Kommunion zugelassen war.
- Kanon 14: Katechumen, die abgefallen sind, dürfen nach einer Bußzeit von drei Jahren wieder mit den Katechumenen beten.
- Kanon 15: Bischöfe, Priester und Diakone dürfen nicht von Stadt zu Stadt wandern, sondern sollen, wenn sie das versuchen, zu der Kirche zurückgeschickt werden, wo sie ordiniert wurden.
- Kanon 16: Priester und Diakone, die ihre Kirche verlassen, dürfen nicht von einer anderen Kirche aufgenommen werden. Bischöfe dürfen niemanden ordinieren, der zu einer andern Diözese gehört.
- Kanon 17: Wer Wucherzinsen verlangt, soll abgesetzt werden.
- Kanon 18: Diakone dürfen die Eucharistie nicht Priestern geben, sondern sollen die Eucharistie von Bischof oder Priester empfangen.
- Kanon 19: Anhänger von Paul von Samosata, die bei der Kirche Zuflucht suchen, sollen in jedem Fall neu getauft werden. Geistliche können nach Prüfung neu ordiniert werden. Diakoninnen sollen nicht zum Klerus, sondern zu den Laien gezählt werden.
- Kanon 20: Am Sonntag und in der Pfingstzeit soll nicht kniend, sondern stehend gebetet werden.

#### Osterdatum
Der wörtliche Kanon bezüglich des Osterdatums ist nicht erhalten; ob eine verbindliche Regelung zur Errechnung des Ostertermins verabschiedet wurde, ist womöglich nicht ganz gesichert. Vielleicht wurde in Nicäa nur so etwas wie eine Empfehlung gegeben, sich an den in Alexandria errechneten Ostertermin und Berechnungsweg zu halten. Jedenfalls kann die Regelung oder Empfehlung aus verschiedenen erhaltenen Bemerkungen von Autoren des vierten Jahrhunderts (z. B. bei Epiphanios von Salamis, Sokrates Scholastikos) rekonstruiert werden. Danach wurde beschlossen bzw. empfohlen:
- Ostern muss bei allen Kirchen an demselben Tag gefeiert werden.
- Ostern ist nach Frühlingsanfang zu feiern.
- Ostern ist an einem Sonntag nach dem jüdischen Pessach-Fest zu feiern.
- Der Bischof von Alexandria soll jährlich das Osterdatum berechnen und es frühzeitig dem Papst in Rom melden, damit es von hier aus allen anderen Kirchen angezeigt werden kann. Die Alexandrinische Wissenschaft wurde als die am besten für mathematisch-astronomische Berechnungen befähigte gehalten. Der Papst sollte aber aus den differierenden Ergebnissen konkurrierender Berechnungsarten auswählen oder eine Einigung durch Verhandlungen herbeiführen.[17]

## Folgen
Trotz des Konzilsentscheids blieben unter den versammelten kirchlichen Würdenträgern die Beschlüsse im arianischen Streit umstritten und einige der Bischöfe, die unterzeichnet hatten, allesamt der so genannten origenistischen Mittelgruppe zugehörig, widerriefen später oder distanzierten sich davon. So schrieb beispielsweise Eusebius von Nikomedia in einem Brief an den Kaiser: „Wir handelten sündig, o Fürst, als wir aus Furcht vor Euch einer Blasphemie zustimmten.“

## Einfluss des Kaisers auf das Ergebnis
Mit allen Mitteln suchte Konstantin die Stabilität und Einheit des Reiches zu festigen. Die dynamisch wachsende christliche Kirche bot sich als ein integrierender Faktor an, dessen er sich bediente.
Konstantin ließ sich erst auf dem Sterbebett taufen. Nach Eusebius von Caesarea und Lanctantius soll er vor der Schlacht gegen Maxentius Christus in einer Vision gesehen haben. Im theologischen Streit drängte er zunächst zu einer gütlichen Einigung, unterstützte dann auf dem Konzil die Trinitarier, zeigte sich im Folgenden aber wiederum versöhnungsbereit gegenüber den Arianern. Belegt ist, dass dem Kaiser in erster Linie an Frieden und Einheit in der Kirche – und damit des Reiches – lag. In einem Brief schrieb er: „Mein Ziel war es, die unterschiedlichen Urteile unter allen Nationen, die die Gottheit verehren, zu einem Zustand der beschlossenen Einheit zu bringen, und zweitens, den gesunden Ton im Weltsystem wieder herzustellen.“ Dieses Ziel hat der Kaiser jedoch weder am Konzil noch in den Folgejahren erreicht.
Befürworter eines kaiserlichen Einflusses meinen, dass Konstantin so lange über Jesu Gottgleichheit abstimmen ließ, bis alle Andersdenkenden abgereist waren, womit Jesus quasi durch einen manipulierten Mehrheitsbeschluss zum Gott gemacht wurde.
Gegen ein kaiserliches Diktat sprechen die folgenden Argumente:
- Die wenige Monate vorher tagende Synode in Antiochia Ende 324, Anfang 325, hat ohne kaiserlichen Einfluss ebenfalls ein anti-arianisches Glaubensbekenntnis verabschiedet.
- Die Anti-Arianer und Anti-Origenisten hatten keine wirkliche Regierungsunterstützung: Konstantin selbst war theologisch alles andere als auf das Nicänum fixiert. Er verbannte einige Jahre später Athanasius, da dieser sich der kaiserlichen Politik des Ausgleiches zwischen den zerstrittenen Lagern energisch widersetzte, und war drauf und dran, Arius, den er schon 327 aus der Verbannung zurückgerufen hatte, auch als Priester rehabilitieren zu lassen (was durch Arius’ Tod hinfällig wurde). Zuletzt ließ sich Konstantin auf dem Sterbebett vom Anti-Nicäer und Origenisten Eusebius von Nikomedia taufen. Verschiedene nachfolgende Kaiser im vierten Jahrhundert unterstützten die ‚anti-nicänischen‘ Kirchenströmungen.
- Viele der anwesenden Bischöfe hatten noch die letzte Christenverfolgung erlebt und durchgestanden, waren daher nicht so leicht unter Druck zu setzen.
- In den Folgejahren wurden etliche anti-arianische und anti-origenistische, mithin nicänische bzw. altnicänische Bischöfe teils wegen ihrer Lehre, teils wegen ihrer Kompromisslosigkeit verbannt, ohne dass sie deshalb zu den Arianern wechselten.
- Das Nicäno-Konstantinopolitanum des Konzils von Konstantinopel (381) lehnte sich an das nicänische Glaubensbekenntnis an, ohne dass ein Kaiser Druck ausübte.

## Editionen und Übersetzungen
- Concilium Nicaenum. In: Giuseppe Alberigo, Giuseppe A. Dossetti, Péricles-Pierre Joannou, Claudio Leonardi, Paolo Prodi  (Hrsg.): Conciliorum Oecumenicorum Decreta. 3. Auflage. Istituto per le scienze religiose, Bologna 1973, S. 5–20 (archive.org [abgerufen am 10. Mai 2022]). [Griechischer und lateinischer Text.]
- Erstes Konzil von Nizäa - 325. In: Josef Wohlmuth (Hrsg.): Konzilien des ersten Jahrtausends. Vom Konzil von Nizäa (325) bis zum Vierten Konzil von Konstantinopel (869/70) (= Dekrete der ökumenischen Konzilien. Band 1). 3. Auflage. Schöningh, Paderborn, München, Wien, Zürich 2002, S. 5–19. [Griechischer und lateinischer Text nach der Ausgabe von Alberigo et al. von 1973, deutsche Übersetzung auf Basis des griechischen Textes.]

## Sekundärliteratur
in der Reihenfolge des Erscheinens
- Heinrich Gelzer, Heinrich Hilgenfeld, Otto Cuntz: Patrvm Nicaenorvm nomina Latine, Graece, Coptice, Syriace, Arabice, Armeniace. Teubner, Leipzig 1898 (Neudruck mit einem Nachwort von Christoph Markschies. Teubner, Stuttgart u. a. 1995, ISBN 3-519-01995-7).
- Felix Haase: Die koptischen Quellen zum Konzil von Nicäa (= Studien zur Geschichte und Kultur des Altertums, Bd. 10, H. 4, ZDB-ID 510174-8). Schöningh, Paderborn 1920.
- Ignacio Ortiz de Urbina: Nizäa und Konstantinopel (= Geschichte der ökumenischen Konzilien, Bd. 1, ZDB-ID 533811-6). Matthias-Grünewald-Verlag, Mainz 1964.
- Karl Baus: Anfänge und Verlauf des Arianischen Streites bis zum Tod Konstantins (337). In: Karl Baus, Eugen Ewig (Hrsg.): Die Reichskirche nach Konstantin dem Großen. Erster Halbband: Die Kirche von Nikaia bis Chalkedon (= Handbuch der Kirchengeschichte, Bd. II/1). Herder, Freiburg im Breisgau 1973, Sonderausgabe 1999, ISBN 3-451-27100-1, S. 17–33, bes. 23–30.
- Hubert Jedin: Kleine Konziliengeschichte. 6. Aufl. der Neuausgabe, Herder-Verlag, Freiburg im Breisgau 1990, ISBN 3-451-18040-5, S. 16–20.
- Peter Stockmeier: Der Arianismus und das Konzil von Nikaia / Der Glaube von Nikaia im Widerstreit. In: Josef Lenzenweger u. a. (Hrsg.): Geschichte der katholischen Kirche. Ein Grundkurs. Studienausgabe. Verlag Styria, Graz/Wien/Köln 1990, ISBN 3-222-11894-9, S. 101–114.
- Lorenzo Perrone: Von Nicaea (325) nach Calcedon (451). In: Giuseppe Alberigo (Hrsg.): Geschichte der Konzilien. Von Nicaenum bis zum Vaticanum II. Patmos Verlag, Düsseldorf 1993, ISBN 3-491-71105-3, S. 21–134, bes. S. 21–68.
- Jörg Ulrich: Die Anfänge der abendländischen Rezeption des Nizänums (= Patristische Texte und Studien, Bd. 39). de Gruyter, Berlin u. a. 1994, ISBN 3-11-014405-0 (Zugleich: Erlangen, Nürnberg, Universität, Dissertation, 1993).
- Charles Pietri (†) und Christoph Markschies: Theologische Diskussionen zur Zeit Konstantins: Arius, der „arianische Streit“ und das Konzil von Nizäa, die nachnizänischen Auseinandersetzungen bis 337. In: Charles (†) und Luce Pietri (Hrsg.) und Thomas Böhm u. a. (Bearb.): Das Entstehen der einen Christenheit (250–430) (= Die Geschichte des Christentum. Religion. Politik. Kultur, Bd. 2). Herder, Freiburg im Breisgau 1996, Sonderausgabe 2010, ISBN 978-3-451-30400-2, S. 272–344.
- Lewis Ayres: Nicaea and its legacy. An approach to fourth-century trinitarian theology. Oxford University Press, Oxford u. a. 2004, ISBN 0-19-875506-6.
- Henryk Pietras: Council of Nicaea (325). Religious and Political Context, Documents, Commentaries. Gregorian and Biblical Press, Roma 2016, ISBN 978-88-7839-329-5.
- Jan-Heiner Tück/Uta Heil (Hg.): Nizäa - Das erste Konzil. Historische, theologische und ökumenische Perspektiven. Herder Verlag, Freiburg im Breisgau 2025. ISBN 978-3451383915.
- Stefan Silber: Eine einzige allmächtige Herrschaft? Annäherungen an die Kolonialität des Bekenntnisses von Nizäa. In: Verbum SVD 66 (2025) 1-2, 14-30.

## Unterhaltungsliteratur
- Rolf Bergmeier: Das Konzil von Nicäa (325) und Konstantin der Große. GRIN Verlag München, 2011, ISBN 978-3-640-88952-5.